# Codice Palatino 313
Il Codice Palatino 313 è un codice contenente il testo della Divina Commedia di Dante Alighieri, primo manoscritto miniato contenente il capolavoro dantesco.

## Storia
Conservato presso la Biblioteca Nazionale di Firenze, il Codice Palatino 313 fu realizzato intorno al 1325-1350 ed è adornato da 37 miniature della bottega di Pacino da Bonaguida, vicino all'arte di Giotto di Bondone, ed è scritto in litterae textualis, un tipo di scrittura sviluppatasi nella Francia Settentrionale quale evoluzione della minuscola carolina. Contenente gran parte del commentario di Jacopo Alighieri, il Palatino 313 risultò appartenente a Piero del Nero, letterato e uomo politico fiorentino deceduto nel 1598, finché nel 1807 fu acquistato da Gaetano Poggiali che usò il suddetto codice per l'edizione della sua Commedia e che per questo motivo è conosciuto anche con il nome di Dante Poggiali.